# Josephine Turpin Washington

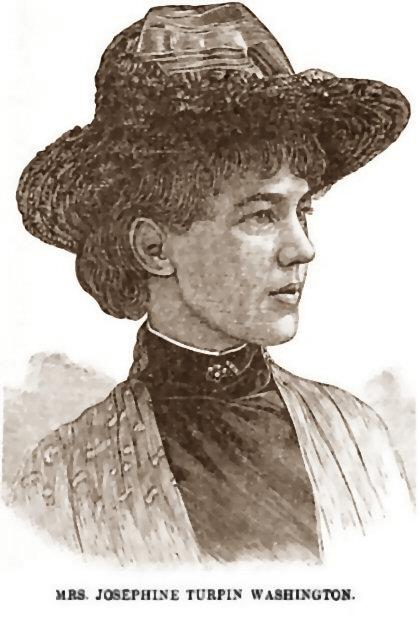
Josephine Turpin Washington, Porträt veröffentlicht in The Afro-American Press and Its Editors, 1891

 Josephine Turpin Washington  (* 31. Juli 1861 in Goochland County, Virginia, USA; † 17. März 1949 in Cleveland, Ohio, USA) war eine US-amerikanische Schriftstellerin und Hochschullehrerin.

## Leben und Werk

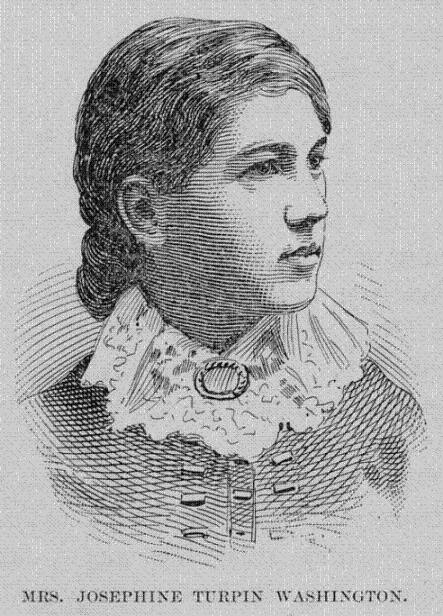
Josephine Turpin Washington

Washington wurde als Josephine Turpin als Tochter von Maria V. Crump und Augustus A. Turpin, dem Sohn einer ehemaligen afrikanischen Sklavin, geboren. Sie war eine Urenkelin von Mary Jefferson Turpin, einer Tante väterlicherseits von Thomas Jefferson. Nachdem ihre Familie nach Richmond (Virginia) umgezogen war, absolvierte sie dort die öffentliche Schule und 1876 die High and Normal School. Sie studierte am Richmond Institute, das später als Richmond Theological Seminary bekannt wurde, und unterrichtete dort auch drei Jahre. 1886 gehörte sie zu den Absolventinnen der Howard University, wo sie während der Sommerpausen für den Abolitionisten Frederick Douglass arbeitete. Nach ihrem Abschluss lehrte sie bis 1888 Mathematik an der Howard University. 1888 heiratete sie den Arzt Samuel Somerville Hawkins Washington, mit dem sie nach Birmingham (Alabama), zog.
Anschließend lehrte sie an der Selma University, an der Tuskegee University, wo ihr Mann als Schularzt tätig war, der Alabama State University und der Wilberforce University.  1934 ging sie nach zwanzig Jahren als Dekanin für Frauen an der Wilberforce University in den Ruhestand.
Sie schrieb Gedichte und Artikel zu einer Vielzahl von Themen. 1877 veröffentlichte sie ihren ersten Artikel A Talk About Church Fairs im Virginia Star, um gegen den Verkauf von Wein bei Spendenaktionen der Kirche zu protestieren. 1884 plädierte ihr Artikel „Higher Education for Women“ für die Bildung von Frauen und erschien im People's Advocate. Sie veröffentlichte viele andere Artikel in den amerikanischen Zeitschriften, wie dem Christian Recorder, dem New York Freeman, der AME Review, dem Colored American Magazine und dem New York Globe. Sie setzte sich mit ihren Schriften für Gleichberechtigung und für die Rechte afroamerikanischer Frauen ein. Als Vorsitzende des Exekutivausschusses der Alabama State Federation of Coloured Women’s Clubs schrieb Washington deren Federation Hymne, Mother Alabama.
Washington starb im Alter von 87 Jahren im Haus ihrer Tochter in Cleveland.

## Veröffentlichungen (Auswahl)
- A Mother's New Year's Resolution. The Crisis, Januar 1918.
- Impressions of a Southern Federation. Coloured American Magazine.
- A Talk about Church Fairs. Virginia Star, 1877.